# Réseau routier du Nord
Cet article présente l'histoire, les caractéristiques et les événements significatifs ayant marqué le réseau routier du département du Nord en France.
Au 31 décembre 2017, la longueur totale du réseau routier du département du Nord est de 15 391 kilomètres, se répartissant en 291 kilomètres d'autoroutes, 89 kilomètres de routes nationales, 4 436 kilomètres de routes départementales et 10 575 kilomètres de voies communales. 

## Histoire

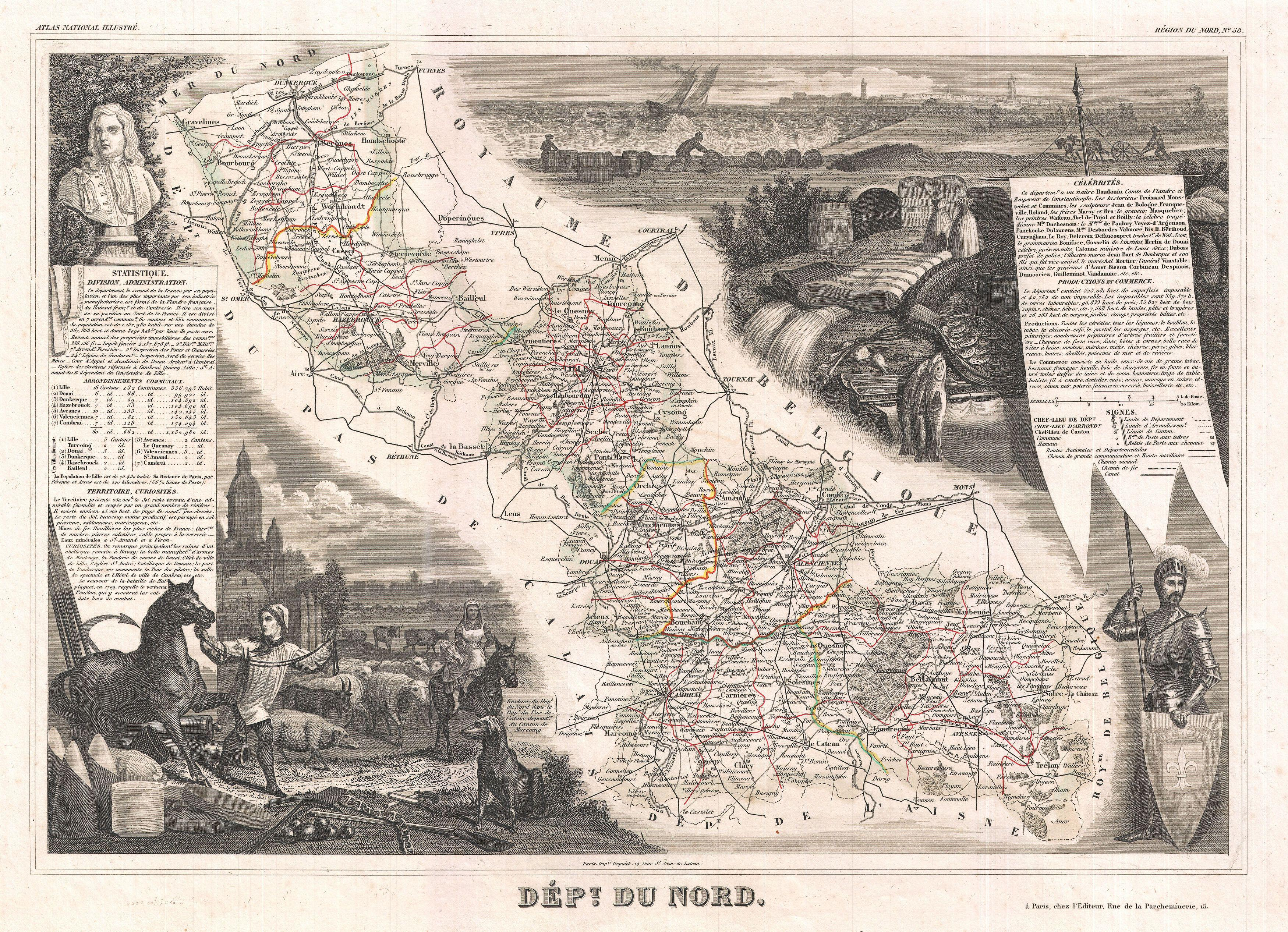
Carte Levasseur du département du Nord (1852)

### XVIIIesiècle
De 1750 à 1784, l’ensemble du réseau routier est pour la première fois cartographié à grande échelle (au 86400e) et de manière complète par Cassini de Thury, à la demande de Louis XV. Ces cartes sont d’une grande richesse toponymique, mais d’une grande pauvreté quant à la figuration du relief et de l’altimétrie. De même les chemins secondaires sont rarement représentés, du fait d’une part de leur état médiocre, d’autre part de leur faible importance économique.

### XIXesiècle
L’Atlas national illustré réalisé par Victor Levasseur est un précieux témoignage du XIXe siècle, les cartes coloriées à la main sont entourées de gravures indiquant statistiques, notes historiques et illustrations caractéristiques des départements. Sur ces cartes sont représentées les routes, voies ferrées et voies d'eau. Par ailleurs, les départements sont divisés en arrondissements, cantons et communes.

### XXesiècle

#### Réforme de 1930
Devant l'état très dégradé du réseau routier au lendemain de la Première Guerre mondiale et l'explosion de l'industrie automobile, l'État, constatant l'incapacité des collectivités territoriales à remettre en état le réseau routier pour répondre aux attentes des usagers, décide d'en prendre en charge une partie. L'article 146 de la loi de finances du 16 avril 1930 prévoit ainsi le classement d'une longueur de l'ordre de 40 000 kilomètres de routes départementales dans le domaine public routier national.
En ce qui concerne le département du Nord, ce classement devient effectif à la suite du décret du 31 décembre 1931.

#### Réforme de 1972
En 1972, un mouvement inverse est décidé par l'État. La loi de finances du 29 décembre 1971 prévoit le transfert dans la voirie départementale de près de 53 000 kilomètres de routes nationales. Le but poursuivi est :
- d'obtenir une meilleure responsabilité entre l'État et les collectivités locales en fonction de l'intérêt économique des différents réseaux,
- de permettre à l'État de concentrer ses efforts sur les principales liaisons d'intérêt national,
- d'accroître les responsabilités des assemblées départementales dans le sens de la décentralisation souhaitée par le gouvernement,
- d'assurer une meilleure gestion et une meilleure programmation de l'ensemble des voies.

Le transfert s'est opéré par vagues et par l'intermédiaire de plusieurs décrets publiés au Journal officiel. Après concertation, la très grande majorité des départements a accepté le transfert qui s'est opéré dès 1972. En ce qui concerne le département du Nord, le transfert est acté avec un arrêté interministériel publié au journal officiel le 28 décembre 1974.

### XXIesiècle

#### Réforme de 2005
Une nouvelle vague de transferts de routes nationales vers les départements intervient avec la loi du 13 août 2004 relative aux libertés et responsabilités locales, un des actes législatifs entrant dans le cadre des actes II de la décentralisation où un grand nombre de compétences de l'État ont été transférées aux collectivités locales. Dans le domaine des transports, certaines parties des routes nationales sont transférées aux départements et, pour une infime partie, aux communes (les routes n'assurant des liaisons d'intérêt départemental).
Le décret en Conseil d’État définissant le domaine routier national prévoit ainsi que l’État conserve la propriété de 8 000 kilomètres d’autoroutes concédées et de 11 800 kilomètres de routes nationales et autoroutes non concédées et qu'il cède aux départements un réseau de 18 000 kilomètres.
Dans le département du Nord, le transfert est décidé par arrêté préfectoral signé le 27 décembre 2005. 398 kilomètres de routes nationales sont déclassées. La longueur du réseau routier national dans le département passe ainsi de 488 kilomètres en 2004 à 126 en 2006 pendant que celle du réseau départemental s'accroît de 4 807 à 5 240 kilomètres.

## Caractéristiques

### Consistance du réseau
Le réseau routier comprend cinq catégories de voies : les autoroutes et routes nationales appartenant au domaine public routier national et gérées par l'État, les routes départementales appartenant au domaine public routier départemental et gérées par le Conseil général du Nord et les voies communales et chemins ruraux appartenant respectivement aux domaines public et privé des communes et gérées par les municipalités. Le linéaire de routes par catégories peut évoluer avec la création de routes nouvelles ou par transferts de domanialité entre catégories par classement ou déclassement, lorsque les fonctionnalités de la route ne correspondent plus à celle attendues d'une route de la catégorie dans laquelle elle est classée. Ces transferts peuvent aussi résulter d'une démarche globale de transfert de compétences d'une collectivité vers une autre.
Au 31 décembre 2011, la longueur totale du réseau routier du département du Nord est de 15 832 kilomètres, se répartissant en 291 kilomètres d'autoroutes, 89 kilomètres de routes nationales, 5 294 kilomètres de routes départementales et 10 158 kilomètres de voies communales. 
Il occupe ainsi le 17e rang au niveau national sur les 96 départements métropolitains quant à sa longueur et le 10e quant à sa densité avec 2,8 kilomètres par km2 de territoire.
Trois grandes réformes ont contribué à faire évoluer notablement cette répartition : 1930, 1972 et 2005.
L'évolution du réseau routier entre 2002 et 2017 est présentée dans le tableau ci-après.
|                        | 2002   | 2003   | 2004   | 2005   | 2006   | 2007   | 2008   | 2009   | 2010   | 2011   | 2012   | 2013   | 2014   | 2015   | 2016   | 2017   |
| ---------------------- | ------ | ------ | ------ | ------ | ------ | ------ | ------ | ------ | ------ | ------ | ------ | ------ | ------ | ------ | ------ | ------ |
| Autoroutes             | 257    | 259    | 261    | 260    | 260    | 261    | 291    | 291    | 291    | 291    | 291    | 291    | 291    | 291    | 291    | 291    |
| Routes nationales      | 492    | 492    | 488    | 123    | 126    | 121    | 90     | 90     | 89     | 89     | 89     | 89     | 89     | 89     | 89     | 89     |
| Routes départementales | 4 798  | 4 809  | 4 807  | 4 802  | 5 240  | 5 242  | 5 312  | 5 312  | 5 310  | 5 294  | 5 257  | 5 251  | 5 249  | 5 257  | 5 257  | 4 436  |
| Voies communales       | 9 645  | 9 720  | 9 749  | 9 835  | 9 856  | 9 899  | 9 899  | 10 095 | 10 158 | 10 158 | 10 260 | 10 342 | 10 342 | 10 378 | 10 517 | 10 575 |
| TOTAL                  | 15 192 | 15 280 | 15 305 | 15 020 | 15 482 | 15 523 | 15 592 | 15 788 | 15 848 | 15 832 | 15 897 | 15 973 | 15 971 | 16 015 | 16 154 | 15 391 |

### Autoroutes
- L'autoroute française A1 relie Paris à Lille et entre dans le département à la hauteur de Libercourt.
- L'autoroute française A16 relie L'Isle-Adam et la N184 à Ghyvelde où elle passe la frontière belge et devient . Elle est dans le Nord de Gravelines à la frontière.
- L'autoroute française A2 relie l'A1 à Crespin où elle passe la frontière belge et devient .
- L'autoroute française A21 relie Denain (A2) à Bully-les-Mines (A26). Elle quitte le Nord à Auby (près de Douai).
- L'autoroute française A22 relie Villeneuve-d'Ascq (N227) à Halluin où elle passe la frontière belge et devient .
- L'autoroute française A23 relie l'A27 de Lezennes à Valenciennes pour rejoindre l'A2 via Orchies et Saint-Amand-les-Eaux. Elle reste tout le long de son trajet dans le département du Nord.
- L'autoroute française A25 relie Lille (A1) à Bergues où elle devient la RN225. Elle relie indirectement Dunkerque à Lille.
- L'autoroute française A26 relie Troyes à Reims et Reims-Tinqueux à Calais. Elle passe dans le Nord entre Banteux et Anneux.
- L'autoroute française A27 relie Lezennes (A1) à Baisieux .

## Grands projets

### Réseau routier national

#### Mise à 2x2 voies de la RN42
La mise à 2x2 voies de la RN42 reliant Arques à Bailleul via Hazebrouck devrait voir le jour. Une section entre Merris et Strazeele a été mise en service en 19xx. En milieu 2012 une section devrait être ouverte entre Strazeele et Hazebrouck. Le contournement d'Hazebrouck devrait être doublé. Et une section Hazebrouck - Arques est en projet. La numérotation n'est pas encore définie.[réf. nécessaire]
La dernière section entre Merris et Bailleul (A25). Ce projet est déclaré d'utilité publique entre Strazeele et Hazebrouck.[réf. nécessaire]

#### Les projets abandonnés
L’autoroute A24 devait relier la frontière belge près d'Armentières à Amiens et devait être entièrement payante. Ce projet a été abandonné en 2011.